# Tania Bruguera
Tania Bruguera (l'Havana, 1968) és una artista cubana. El 1997 es va traslladar a Chicago i, des d'aleshores, va dividir la seva residència entre Chicago i la seva ciutat natal. Va fer estudis a l'Escola Elemental d'Arts Plàstiques 20 d'Octubre, a l'Institut Superior d'Art de l'Havana i a l'Institut d'Art de Chicago, on també va donar classes, entre 2003 i 2010.
Ha participat en esdeveniments artístics internacionals com documenta de Kassel i les biennals de Venècia, Sant Pablo, Xangai i l'Havana, entre d'altres, així com en museus, galeries i centres d'art com Tate Modern, Museu d'Art Contemporani de Chicago, Museu de Santa Mónica, Centre d'Art Contemporani Wifredo Lam de l'Havana i New Museum de Nova York, entre d'altres. La seva obra se centra en la seva interpretació de temes polítics i socials. Per definir les seves pràctiques artístiques ha desenvolupat conceptes com l'«art de conducta» amb focus en els límits del llenguatge i del cos, confrontats a la reacció i comportament dels espectadors, així mateix proposa un «art útil» que transformi aspectes de la societat a través de la implementació de l'art amb representacions metafòriques en les quals fa participar en l'audiència. El 2002 va crear la Càtedra Art de Conducta a l'Havana i el 2011 va crear l'Associació d'Art Útil com a plataformes de trobada i implementació dels seus projectes.
Les seves provocatives presentacions li han valgut dures crítiques, fins i tot ha estat acusada de promoure «resistència i desordre públic». Al desembre de 2014 va ser detinguda a Cuba per evitar que dugués a terme les seves performances, però les seves accions artístiques també li han valgut importants reconeixements internacionals, com la Beca Guggenheim, el Meadows Prize (Dallas, EUA) i el Premi Príncep Claus, entre d'altres.